# Battaglia di Molino del Rey
La battaglia di Molino del Rey è stata uno scontro della guerra messico-statunitense, avvenuto durante il tentativo americano di circondare Città del Messico.
La vittoria statunitense a Molino del Rey spianò alle truppe americane la strada per la capitale messicana, infiltrata con la successiva vittoria di Chapultepec.

## Preludio
Dopo le sconfitte di Contreras e Churubusco i messicani erano stati costretti ad arretrare a ridosso del perimetro della capitale, e Antonio Lopez de Santa Anna aveva quindi cercato di venire a patti col comandante americano Winfield Scott. Quest'ultimo aveva acconsentito, e dopo gli scontri a Churubusco del 20 agosto gli statunitensi fermarono la propria avanzata verso Città del Messico per consentire lo svolgimento delle trattative.
I negoziati si protrassero per tutta la prima metà di settembre, andando quindi in stallo e facendo intuire una prossima ripresa delle ostilità. Nel frattempo tuttavia Santa Anna non era rimasto inattivo, e aveva cercato di fortificare l'ultima linea di difesa prima di Città del Messico, imperniata su un sistema di mulini a vento poco fuori dalle mura, nei pressi del castello di Chapultepec. Il centro nevralgico della linea difensiva era il cosiddetto "Mulino del Re" (Molino del Rey), all'interno del quale gli americani credevano si trovasse una fonderia per produrre cannoni.
Ritenendo veritiera la voce, Scott decise di concentrare il successivo attacco proprio contro Molino del Rey, affidandone la conduzione al suo secondo William J. Worth.

## La battaglia
Worth riteneva di poter prendere Molino del Rey totalmente di sorpresa, per questo non preparò una chiara strategia di attacco, limitandosi ad ordinare l'avanzata generale. I messicani tuttavia resistettero accanitamente, e il primo assalto americano venne respinto con perdite pesantissime.
Dopo una temporanea ritirata, mentre i soldati statunitensi si preparavano per un secondo assalto i dragoni riuscirono a respingere la cavalleria messicana inviata in soccorso ai difensori di Molino del Rey, tagliando quindi loro ogni via di fuga. Poco dopo ci fu il secondo attacco americano, e stavolta il loro numero superiore ebbe la meglio, costringendo i messicani superstiti ad arrendersi oppure a fuggire verso Città del Messico.

## Conseguenze
Una volta conquistato Molino del Rey Worth scoprì che non vi si trovava alcuna fonderia, causando quindi le ire di Scott per l'enorme quantità di uomini e mezzi sprecati nella battaglia.
La costosa vittoria a Molino del Rey fece comprendere a Scott la necessità dello studio del campo di battaglia, cosa che fece nella seguente e decisiva battaglia di Chapultepec.